# سی. فاریس برایانت
سیسیل فاریس برایانت (Cecil Farris Bryant)‏ (۲۶ ژوئیه ۱۹۱۴–۱ مارس ۲۰۰۲)، سیاستمدار آمریکایی و سی و چهارمین فرماندار فلوریدا بود. وی در دولت لیندون بی. جانسون به عنوان مدیر بخش اضطراری و برنامه‌ریزی در شورای امنیت ملی ایالات متحده نیز خدمت کرد و همچنین از طرف جانسون رئیس کمیتهٔ مشورتی روابط بین‌الدولی ایالات متحده منصوب شد.

## اوایل زندگی و حرفه

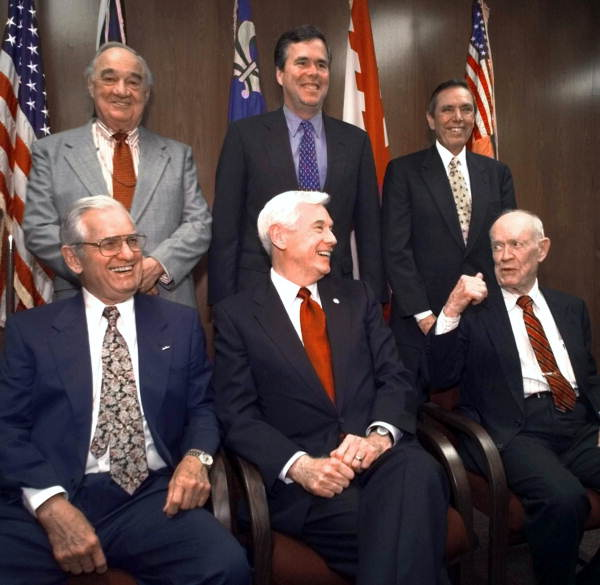
زندگی و حرفه سی

برایانت در اوکلا شهرستان ماریون ایالت فلوریدا در خانوادهٔ چارلز سیسیل برایانت و لیلا ماگاریت (فاریس) برایانت بدنیا آمد. ویلیام رابرت برایانت و آمی ایما (لانتز) برایانت، پدربزرگ و مادر بزرگ پدریش در سال ۱۸۹۰ از شهرستان ماریون به ایالت میسوری نقل مکان نمودند. لیلا مارگاریت دختر اسکار ای و مری ام. فاریس اهل اوکلا و خواهر آیان فاریس بود که در سال ۱۹۱۶ قانون‌گذار سرشناس فلوریدا و نامزد ناموفق فرمانداری شد. مادرش امیدوار بود که فاریس از برادرش در سیاست پیروی نماید و فرماندار فلوریدا شود. به گفته برایانت در روزی که وی بدنیا آمده بود، مادرش «از پدرم خواست که مرا بلند نگهدارد و گفت: سلام فرماندار». برایانت گفت: مادرش عامل تصمیم‌گیری وی برای ورود به سیاست بود.
برایانت پس از فراغت از دبیرستان اوکلا، از سال ۱۹۳۱ تا سال ۱۹۳۲ در دانشگاه اموری در شهر آتلانتا ایالت جورجیا تحصیل کرد. برایانت با انجمن برادری آلفا تا امگا (ATO) قول و پیمان کرد. سپس از شبکه اجتماعی ATO برای کمپین سیاسی خود استفاده کرد و به عنوان فرماندار، برادران ATO را در ستاد خود آورد. وی تحصیلات کارشناسی خود را با کسب مدرک کارشناسی بازرگانی در سال ۱۹۳۵ در دانشگاه فلوریدا واقع گینس‌ویل، به اتمام رسانید. در این دانشگاه عضو انجمن دانشجویی فلوریدا بلو کی، انجمن برادری آلفا تا امگا و انجمن برادری بازرگانی آلفا کاپا پسی بود. برایانت به تحصیل خود در دانشگاه هاروارد در کمبریج ایالت ماساچوست ادامه داد و در سال ۱۹۳۸ مدرک کارشناس حقوق را از این دانشگاه بدست آورد.
برایانت در سال ۱۹۳۹ پس از این‌که قادر به دریافت سمت حقوقی با حقوق رضایت‌بخش نشد، به عنوان بازرس در ادارهٔ بازرس ایالت فلوریدا در تالاهاسی مشغول به کار شد. در همین شهر تالاهاسی با جولیا برنیت، خانم آینده خود ملاقات کرد. جولیا که در ۲۶ آوریل سال ۱۹۱۸ در شهر مدیسون ایالت فلوریدا متولد شده بود، دختر دانیل فلیکس برنت جونیور و ایونیس لاوت برنت بود. جولیا در کالج ایالتی فلوریدا برای زنان واقع تالاهاسی پذیرفته شد و از این کالج فارغ شد. جولیا در زمان تدریس در تالاهاسی با فاریس برایانت آشنایی حاصل کرد. برایانت در نخستین ملاقات شان با همدیگر به وی پیشنهاد ازدواج داد و جولیا سه رزو بعد پیشنهاد برایانت را قبول کرد. آن‌ها در ۱۸ ماه سپتامبر سال ۱۹۴۰ در شهر مدیسون ازدواج کردند و در شهر اوکلا خانه ساختند. جولیا و فاریس سه فرزند داشتند که تمام شان دختر و عبارت بودند از: جولیا، سیسیلیا و آدیر. جولیا نقش کلیدی در همکاری به فاریس در کمپین‌های سیاسیش و به‌عنوان بانوی نخست فلوریدا در جریان فرمانداری داشت. این دو پنجاه و شش سال الی مرگ جولیا در سال ۱۹۹۶ با هم زندگی کردند.
هنگامی که ایالات متحده برای جنگ احتمالی در سال ۱۹۴۱ آمادگی می‌گرفت، برایانت به گارد جدید التشکیل ایالتی فلوریدا پیوست. برایانت بلافاصله پس از ورود ایالات متحده در جنگ دوم جهانی، داوطلب پیوستن به نیروهای دریایی ایالات متحده شد. در ماه مه سال ۱۹۴۲ به نمایندگی از شهرستان ماریون برندهٔ انتخابات مجلس نمایندگان فلوریدا شد. اما با این وجود، وی به هدف خدمت در نیروهای دریایی، کرسی خود را ترک کرد. برایانت در سال ۱۹۴۳ به‌عنوان پرچم‌دار منصوب شد و به عنوان افسر توپ‌خانهٔ سنگین در تانکرهای نفت و کشتی‌های لیبرتی دراقیانوس اتلانتیک شمالی و آب‌های مدیترانه خدمت کرد. در سال ۱۹۴۴ در کشتی ناوشکن که مسئول اسکورت کاروان بود، انتقال شد. سپس در جنگ اقیانوس آرام علیه ژاپنی‌ها خدمت کرد. در سال ۱۹۴۵ در درجهٔ ستوانی به خدمت خود در نیروهای دریایی پایان داد.

## مجلس نمایندگان فلوریدا
برایانت پس از برگشت از جنگ در سال ۱۹۴۵، تصمیم گرفت که کرسی خود در مجلس نمایندگان آمریکا را که پس از پیوستن به نیروهای دریایی ترک کرده بود، دوباره بدست آورد. در سال ۱۹۴۶ برندهٔ انتخابات شد و در سال ۱۹۴۷ (مجلس مقننه جلسات دوساله داشت) در نخستین اجلاس مجلس مقننه فلوریدا خدمت کرد. برایانت در پنج اجلاس دیگر در مجلس نمایندگان فلوریدا خدمت کرد و آخرین اجلاس وی در سال ۱۹۵۷ بود. برایانت تصویب قوانینی را که منجر به توسعهٔ سیستم کالج دوساله ایالت، ایجاد سیستم بزرگ‌راه فلوریدا، متمرکز سازی خریداری به مرکز و ایجاد برنامهٔ بنیاد حداقل که فراهم‌سازی آموزش مناسب و اساسی را برای کودکان حتی توسط فقیرترین مناطق مدرسه تضمین می‌کرد، تهیه، در تهیه آن مشارکت و از آن‌ها حمایت کرد. او همچنین تلاش‌ها برای تشکیل شورای قانون‌گذاری فلوریدا را رهبری می‌کرد، این شورا یک نهاد تحقیقاتی بود که به‌منظور گزارش‌دهی در مورد محاسن و معایب قانون‌گذاری احتمالی در زمان تعطیلات مجلس، طرح شده بود. برایانت در موضوعات مالی محافظه‌کار بود و از اقتصاد دولتی حمایت می‌کرد. برایانت که تحت تأثیر عقیده متدیسم قرار داشت، همچنین در بسیاری از مسائل اجتماعی محافظه‌کار بود و از وضع قوانین محدود کنندهٔ قماربازی در ایالت حمایت کرد. برتری وی در قانون‌گذاری سبب شد که در سال ۱۹۵۳ رئیس مجلس نمایندگان فلوریدا انتخاب شود. برایانت خاطرات شیرینی از دورهٔ خدمت خود در مجلس نمایندگان فلوریدا داشت: «در آن ده سال در دنیای سیاست بیش از هر زمانی دیگر سرگرم شدم».

## کمپین‌های انتخاباتی فرمانداری

### ۱۹۵۶
برایانت پس از این‌که به‌عنوان رئیس مجلس نمایندگان فلوریدا انتخاب شد، تصمیم گرفت که در انتخابات فرمانداری سال ۱۹۵۶ فلوریدا کاندید شود. لیروی کالینز فرماندار فعلی، فولر وارن فرماندار پیشین و بازرگان ثروتمند و سرهنگ پیشین گارد ملی، رقبای برایانت در انتخابات مقدماتی حزب دموکرات بودند. برایانت امیدوار بود که بر اساس تجربه قانون‌گذاری، طرفداری از هزینه‌های دولتی مسئولانه و کنترل شده و حمایتش از بازنگری قانون اساسی فلوریدا، برنده انتخابات شود. فرماندار کالینز نیز با همان برنامه وارد رقابت‌های انتخاباتی شد و هردو به سکتور بازرگانی رو به رشد فلوریدا روی آوردند. اما مسئلهٔ ادغام نژادی همه مسائل دیگر را در انتخابات مقدماتی حزب دموکرات تحت‌الشعاع خود قرار داده بود. فرماندار کالینز به این باور بود که فلوریدا باید از قوانین فدرال متابعت نماید و تصمیم سال ۱۹۵۴ دادگاه عالی در پروندهٔ بروان علیه هیئت آموزشی که تفکیک‌زدایی در مدارس دولتی را ذاتاً نابرابر اعلام کرد و تصمیم متعاقب آن (بروان دوم) که ایالت‌ها را مکلف به اقدام برای اجرای تفکیک‌زدایی در مدارس دولتی ساخت را بپذیرد. کالینز و برایانت اصرار داشتند که ادغام باید از مجراهای قانونی صورت گیرد نه ازطریق تمرد و خشونت. برایانت گفت: باید با «خونسردی، فکر باز و نگرانی شدید بابت رفاه تمامی شهروندان فلوریدا اعم از سفیدپوست و سیاه‌پوست»، به مسئله ادغام پرداخته شود. سامتر لوری، به‌عنوان مدافع سرسخت تبعیض نژادی وارد رقابت‌های انتخاباتی شد و نسبت به هرنوع سازش با ادغام نژادی ناشی از تصمیم دادگاه در پروندهٔ بروان، مخالفت ورزید. سامتر بر مسئلهٔ ادغام به‌عنوان دسیسهٔ مورد حمایت کمونیست‌ها برای از بین بردن نژاد سفید در آمریکا تاخت.